# Улица Чичерина (Москва)
У́лица Чиче́рина — улица на северо-востоке Москвы в Бабушкинском районе Северо-восточного административного округа между Енисейской улицей и Чукотским проездом.

## Происхождение названия
Улица получила название ещё в составе города Бабушкин и сохранила его после включения в черту Москвы в 1960 году. Названа в честь Георгия Васильевича Чичерина (1872—1936) — наркома иностранных дел РСФСР и СССР.
В 1982 году название было перенесено с упразднённой улицы Чичерина в Бабушкине, проходившей между Мезенской (бывш. ул. Энгельса, ныне фактически упразднённой) и Стартовой (бывш. ул. Дзержинского) улицами.

## Расположение
Улица проходит с востока на запад параллельно Печорской улице. Начинается от Енисейской улицы, пересекает Ленскую улицу и выходит к пойме реки Яузы, соединяясь с Чукотским проездом. Слева между ней и улицей «Искры» расположен сквер.

## Примечательные здания и сооружения
- № 8, корп. 1 — жилой дом. Здесь жил военачальник А. Г. Шевцов[3].
- № 10, корп. 1 — жилой дом. В этом доме жил последние годы и скончался актёр Александр Фатюшин[4].
- № 10, корп. 2 — Семинария евангельских христиан.

## Общественный транспорт
По улице Чичерина проходит 1 маршрут автобуса (данные на 02 января 2018 года):
- 349: Осташковская улица —  Бабушкинская — Чукотский проезд[5]

## Галерея

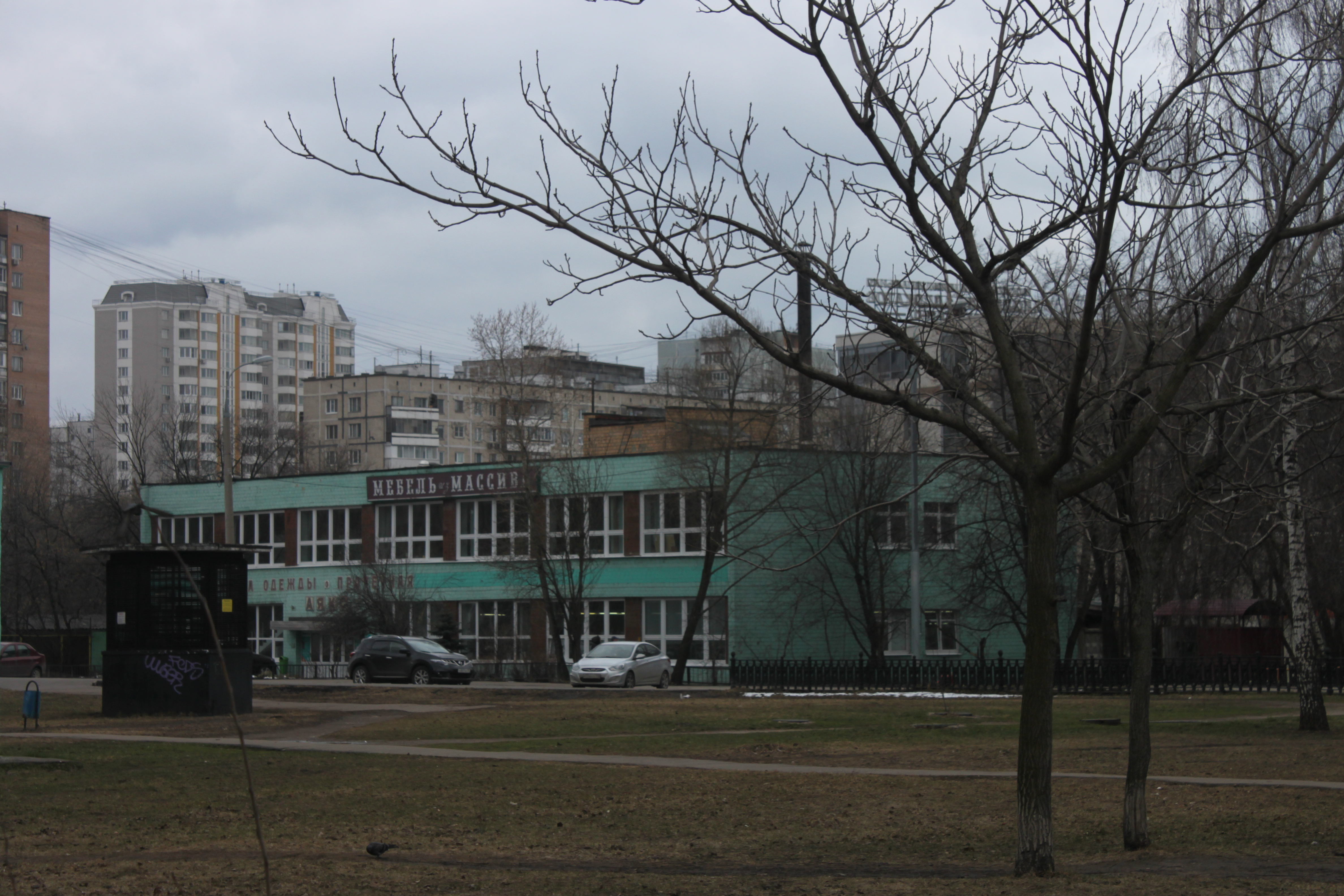
Магазин мебели
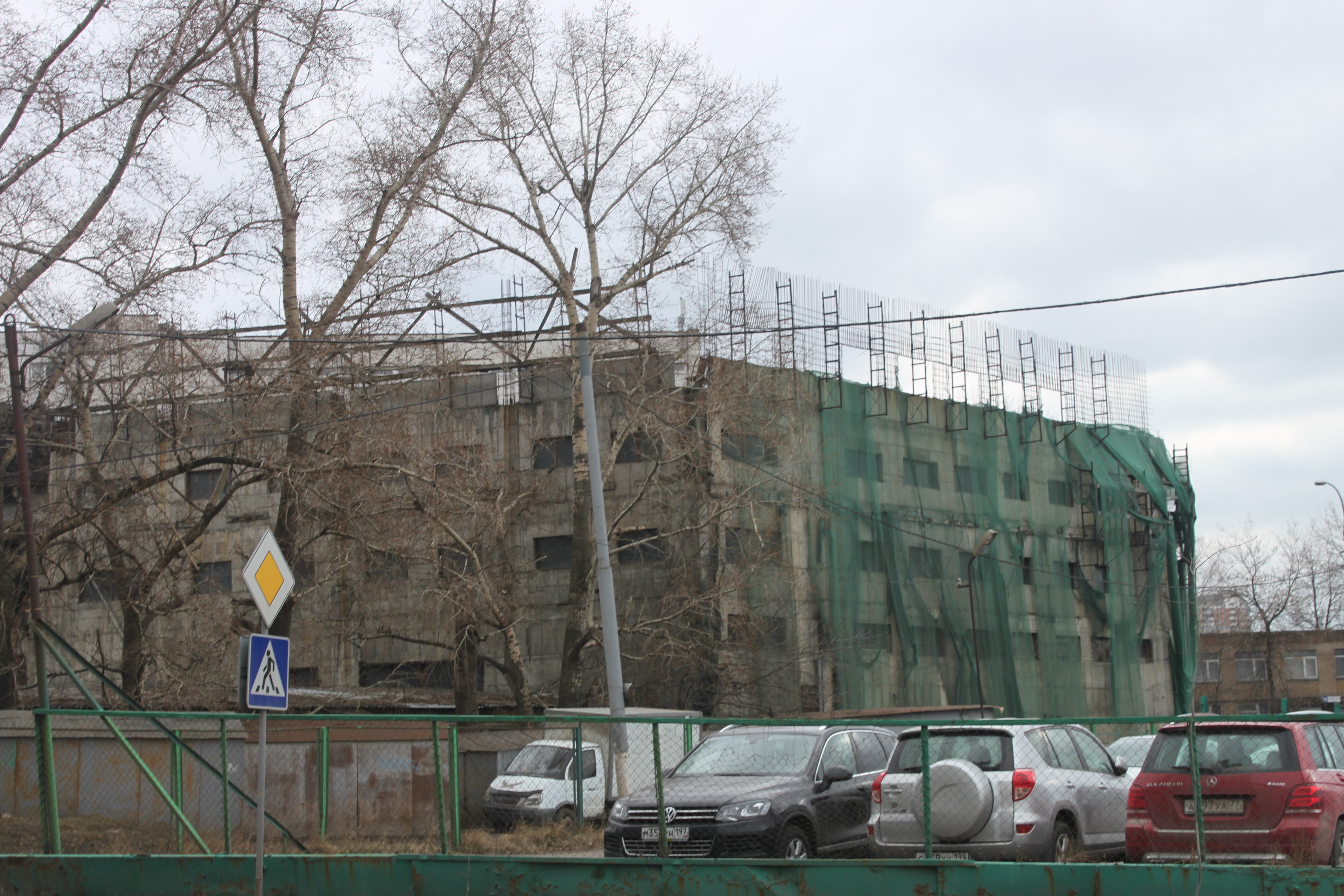
Заброшенное здание
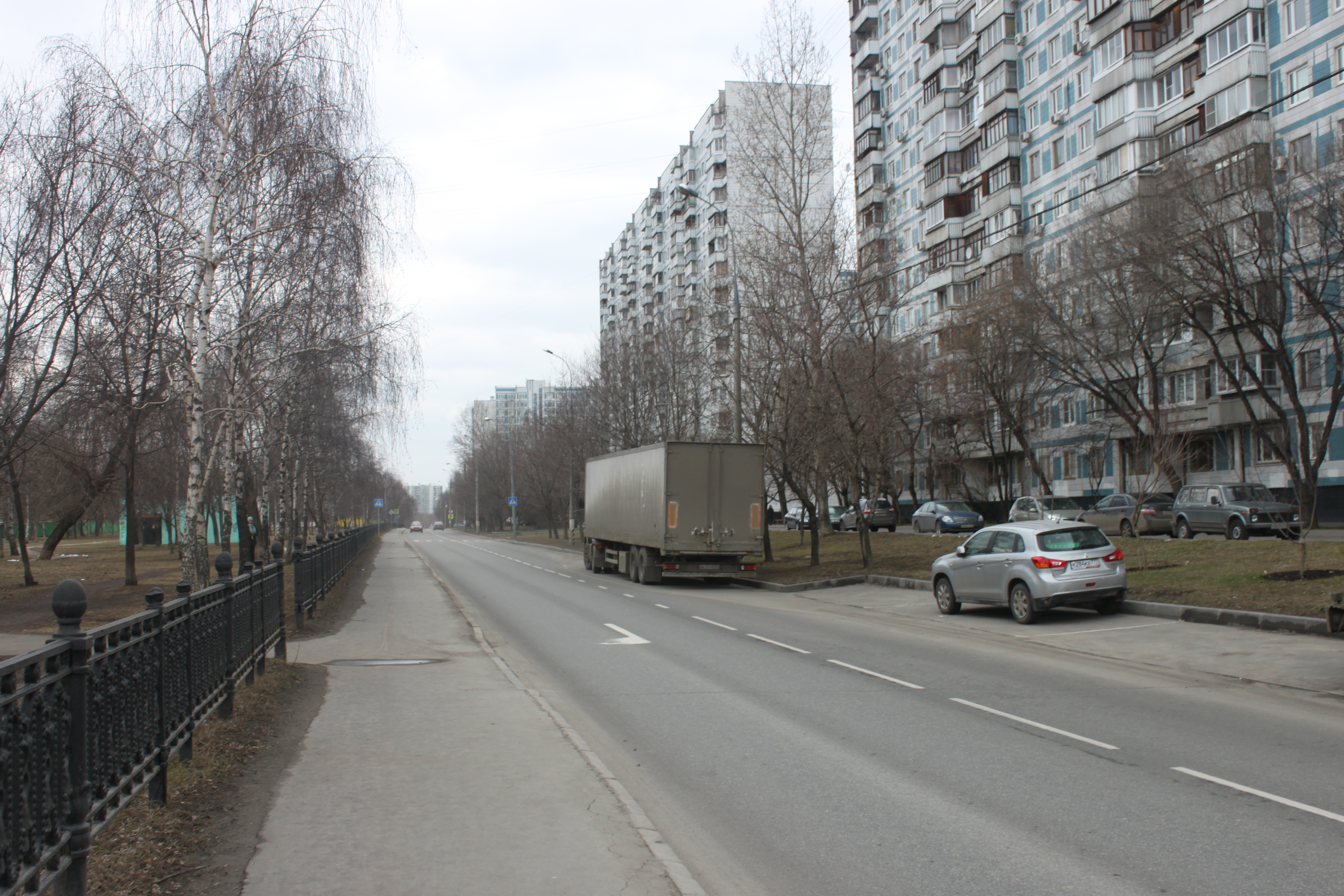
Вид на начало
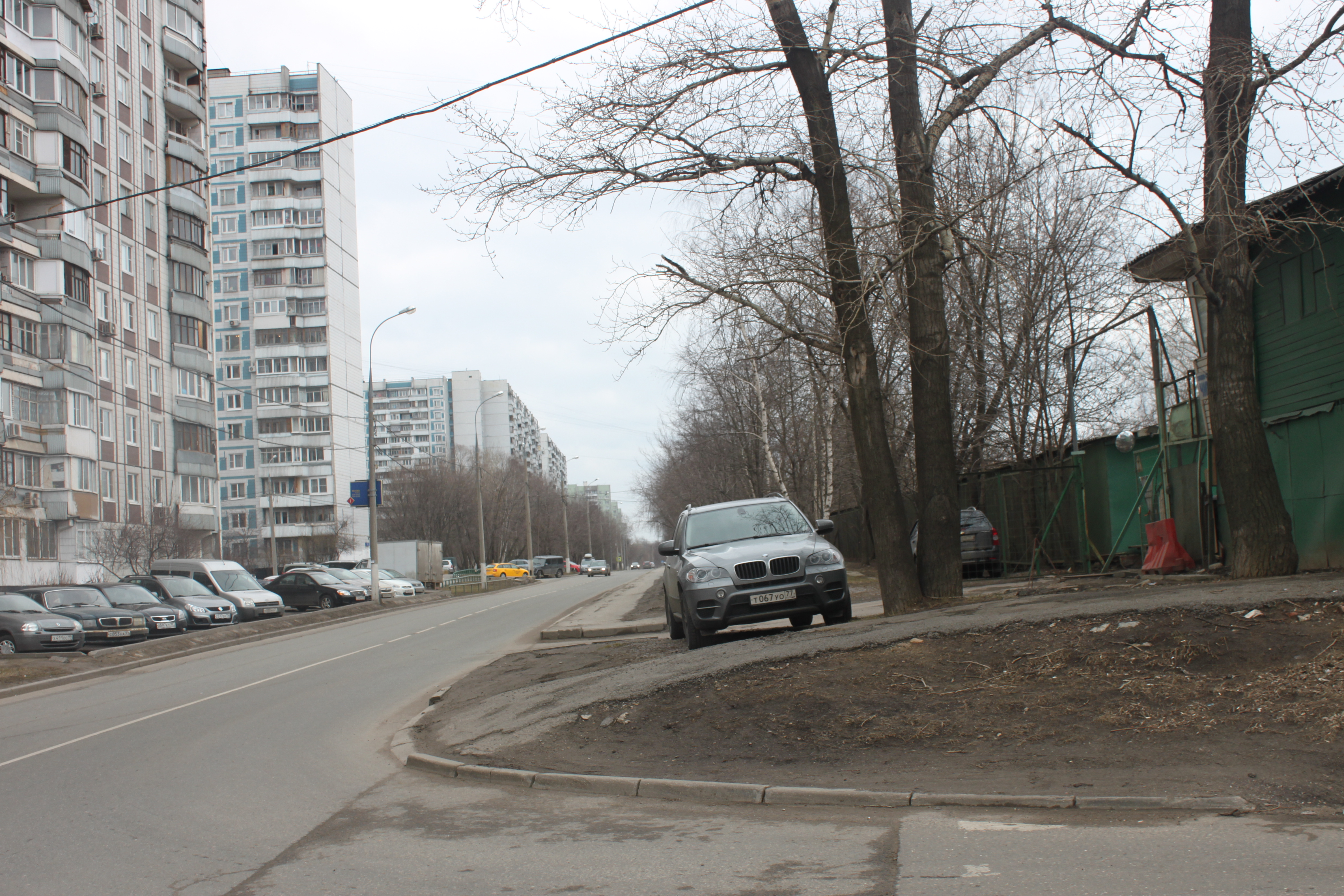
Вид с Ленской улицы
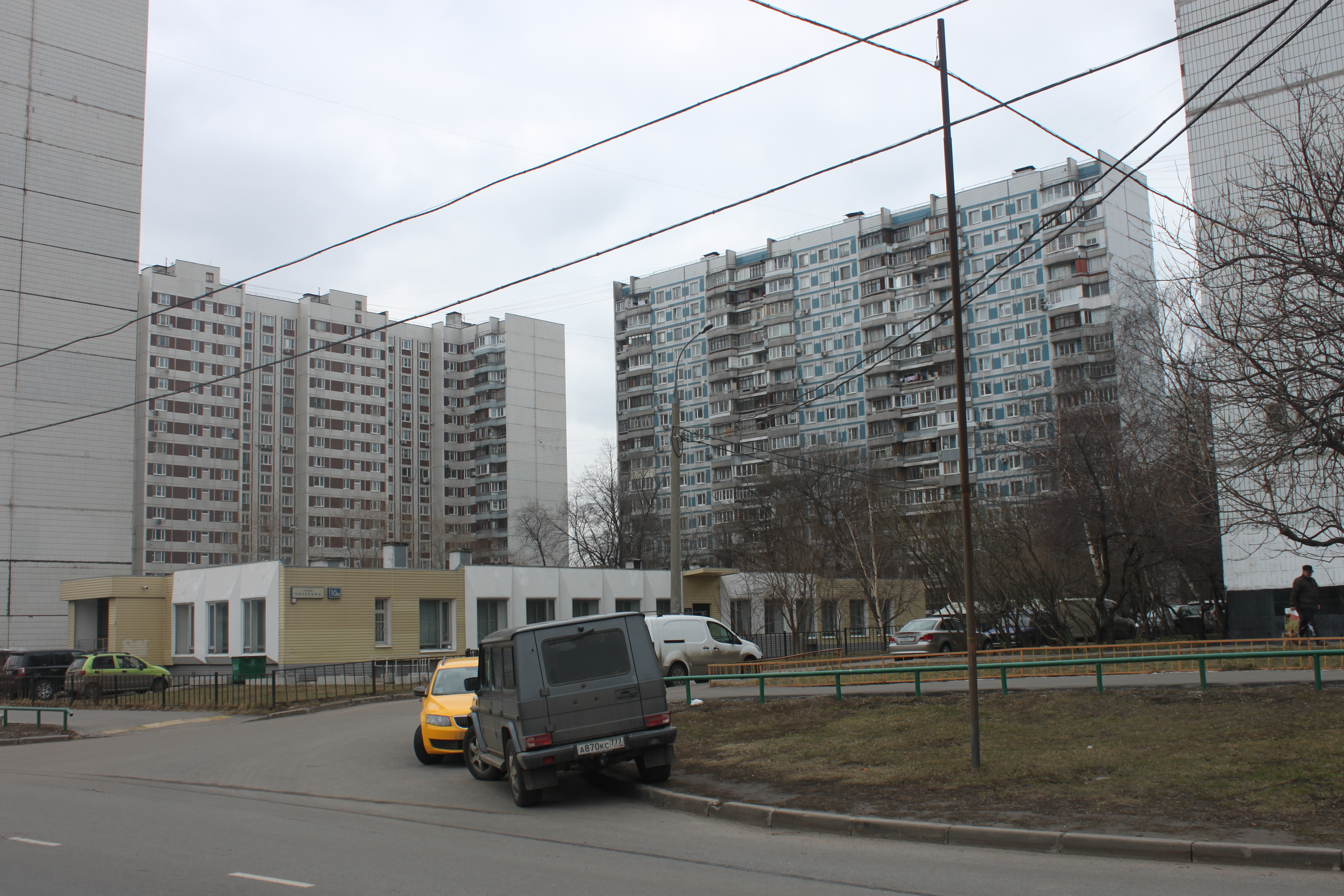
Дворы
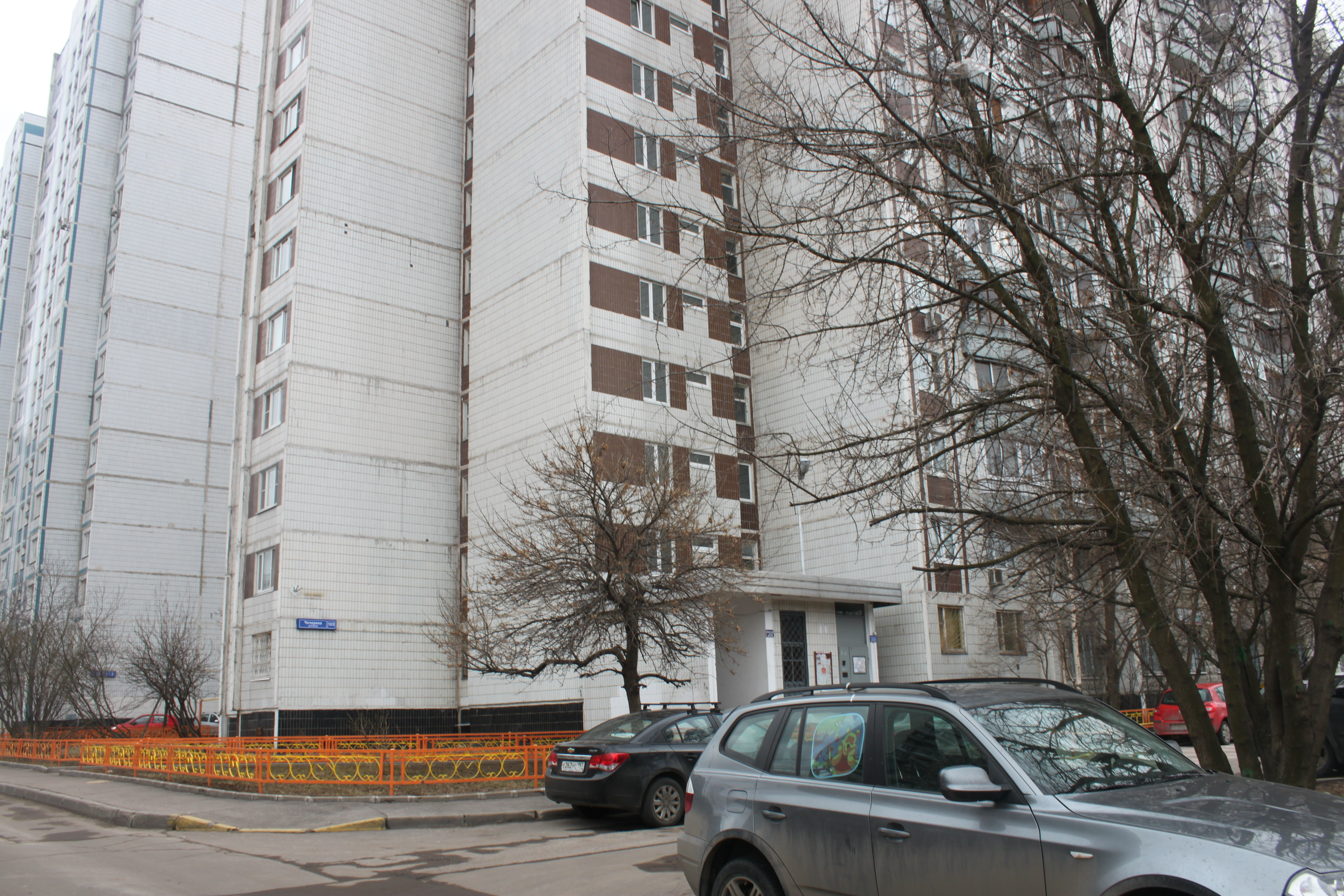
Вид с Чукотского проезда
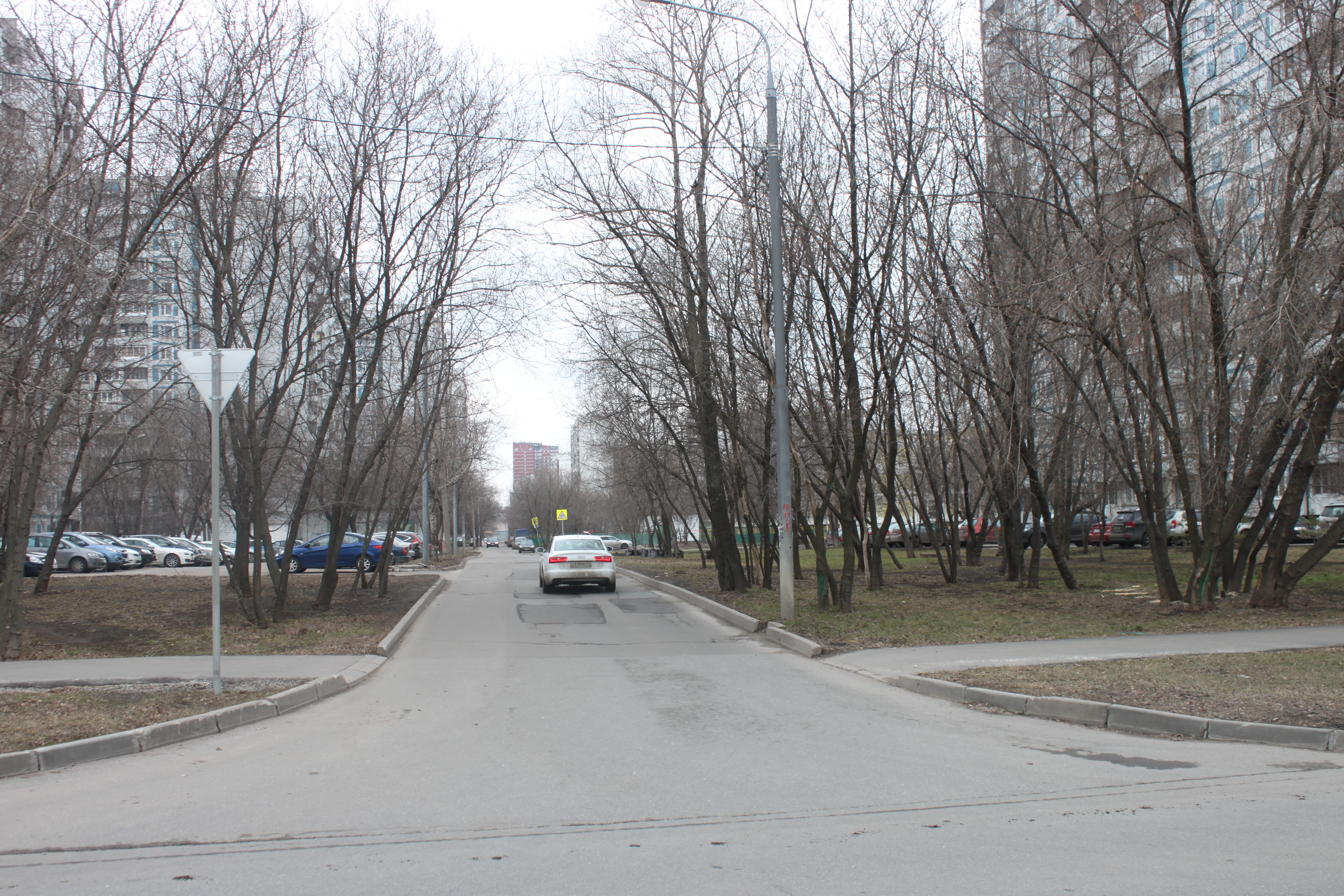
Вид на улицу Ленского и Печорскую